# Ciudad de Belice
Ciudad de Belice (en inglés: Belize City), también conocida como Puerto Valiz, es la mayor ciudad de Belice, su antigua capital y la cabecera del distrito de Belice. La ciudad funcionaba como cabecera departamental antes de la independencia del país, cuando este era una colonia británica (Honduras Británica), siendo trasladada la capital a Belmopán en 1970.
En 2010, la población de la Ciudad de Belice era de 57 169 habitantes. La ciudad se encuentra en la desembocadura del río Belice, en la costa del mar Caribe. La ciudad de Belice es también el principal puerto del país y su eje industrial y financiero.
La ciudad fue destruida prácticamente por completo el 31 de octubre de 1961 cuando el huracán Hattie hizo su paso por la ciudad.

## Historia
La Ciudad de Belice (originalmente «Pueblo de Belice» o Belize Town en inglés) fue fundada a mediados del siglo XVII por piratas y traficantes de esclavos británicos. El emplazamiento había sido anteriormente una pequeña ciudad maya llamada Holzuz, y era llamado por los españoles como Puerto Valiz.
Belice era ideal para los británicos como centro de su colonia, ya que se encontraba en la costa y en la desembocadura de ríos y riachuelos desde donde embarcar la madera de caoba y palo campeche. La población también albergó a miles de esclavos africanos comprados por los británicos para trabajar en la industria maderera. Fue el punto de coordinación para la batalla del Cayo de San Jorge en 1798, ganada por los británicos y que evitó la invasión española de la colonia. También fue la sede de los tribunales locales y de los funcionarios del gobierno hasta la década de 1970. Por esta razón, los historiadores suelen decir que «la capital era la colonia», debido a que el centro del control británico se encontraba en la ciudad.
Este sentimiento sigue vigente. Aunque personajes como Antonio Soberanis, George Price y Evan X Hyde presionaron para cambiar esta tendencia, y otros grupos étnicos del país como los garífuna y los mestizos han surgido con fuerza en otras zonas del país, la gente aún mira a la Ciudad de Belice como guía.

### Desastres naturales

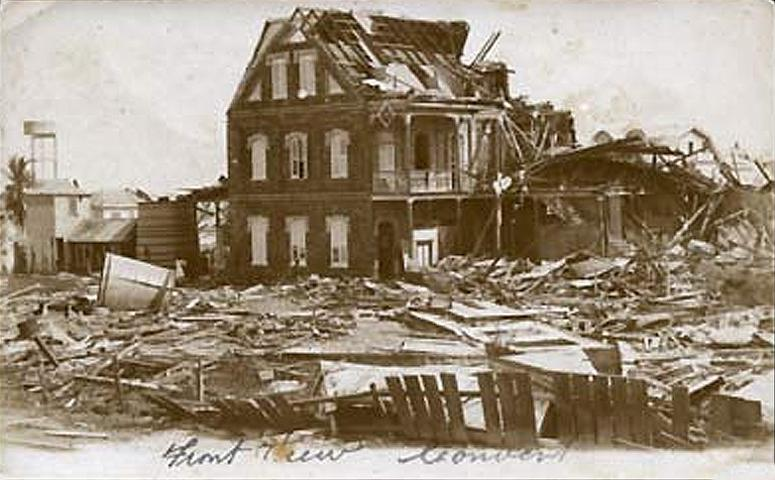
Estragos del huracán de 1930.

Belice mejoró sus infraestructuras lentamente y ha sido objeto de numerosos proyectos. Sin embargo, muchas de las calles de la época colonial son aún demasiado estrechas y congestionadas, la mayoría de las casas son susceptibles de sufrir incendios y daños provocados por los huracanes.
Ha sido devastada por dos huracanes desde 1900, un huracán en 1931 y otro, el huracán Hattie, en 1961. Además varias zonas de la ciudad han sufrido incendios, en 1999 un incendio en la calle Albert redujo a cenizas Mikado’s, y otro en 2004 acabó con el edificio Paslow. La ciudad se ha visto afectada por otros incendios que han quemado grandes grupos de casas, aunque el Departamento de Incendios ha sido capaz de apagar la mayoría de ellos. Es también susceptible de sufrir inundaciones en la estación lluviosa.

## Geografía

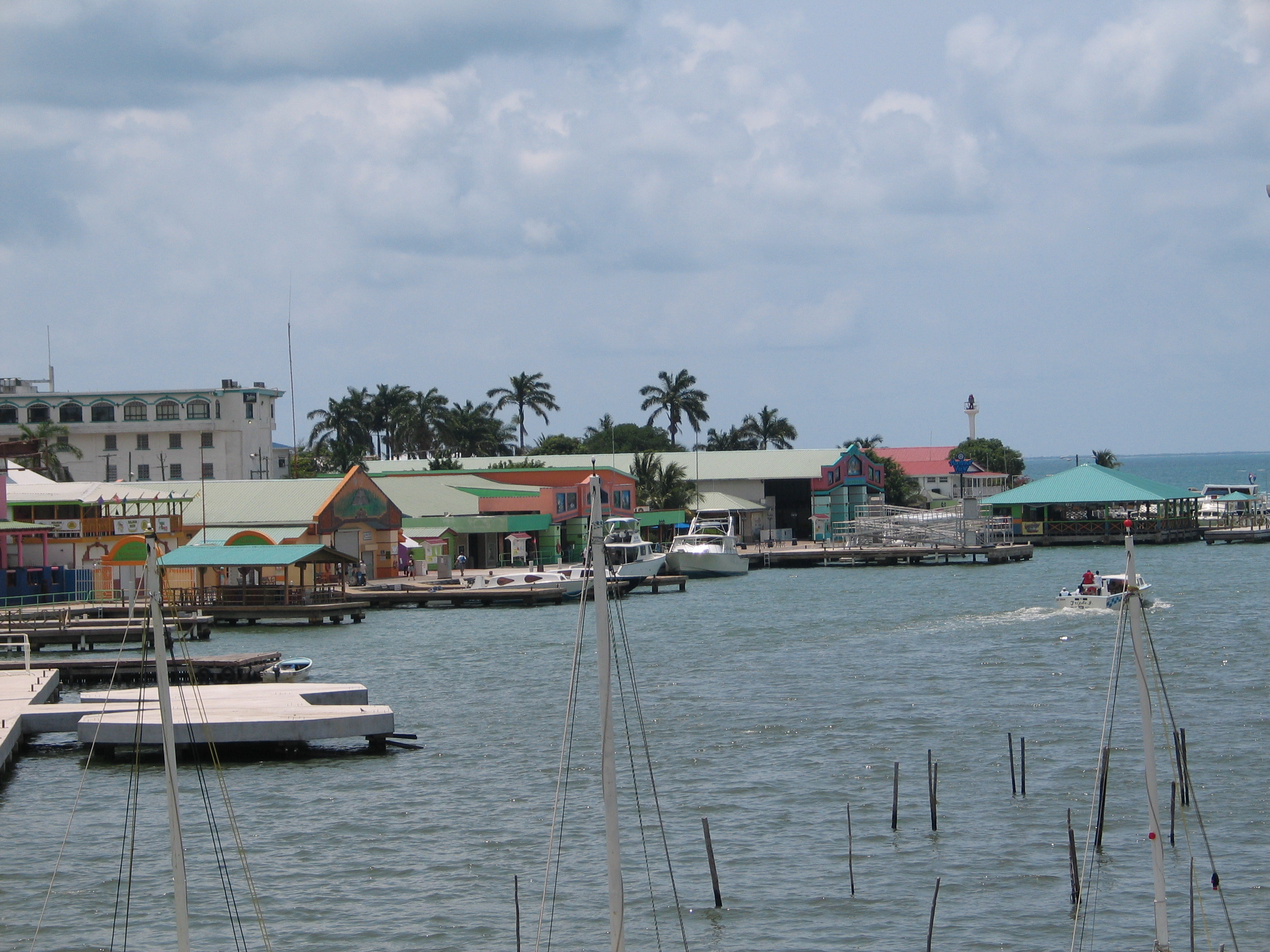
Litoral de Belice.

Belice se extiende desde la Milla 8 en la autopista del Oeste hasta la Milla 13 o 14 de la autopista del Norte, en el puente sobre el Haulover o Haulover Bridge.
La ciudad se suele dividir en dos zonas: el lado norte o Northside, delimitada por el riachuelo de Haulover o Haulever Creek y llegando hacia el este hasta la zona de Fort George; y el lado sur o Southside, que se extiende hacia las afueras de la ciudad y la zona portuaria e incluye el centro urbano. Políticamente, la ciudad se divide en diez circunscripciones.
Freetown es la circunscripción de Northside situada más al oeste, y en ella se encuentran los suburbios de Belama, Coral Grove, Buttonwood Bay y Vista Del Mar. Dentro de la propia ciudad se extiende alrededor de la zona del antiguo Belize Technical College.
Caribbean Shores incluye King's Park, un pequeño suburbio al norte y oeste de Freetown Road, West Landivar, donde se encuentran dos de los tres campus de la Universidad de Belice, y la zona residencial de University Heights.
Pickstock se extiende desde las orillas del riachuelo Haulover hasta Barrack Road.
La zona de Fort George es la tal vez la zona más colonial de la ciudad y en ella se encuentran el parque de Memorial Park, la tumba del barón Bliss o Baron Bliss Grave y el Museo de Belice.
En el lado sur o Southside, Lake Independence, Mollet y Port Loyola son los barrios de las clases más bajas, donde son habituales las viviendas inseguras o en malas condiciones. En el lado este del bulevar Central American se encuentran Mesopotamia, Queen's Square y Abert, que son ligeramente mejores. En Albert se encuentran las calles céntricas de Albert y Regent.

### Clima
| Parámetros climáticos promedio de Ciudad de Belice             | Parámetros climáticos promedio de Ciudad de Belice | Parámetros climáticos promedio de Ciudad de Belice | Parámetros climáticos promedio de Ciudad de Belice | Parámetros climáticos promedio de Ciudad de Belice | Parámetros climáticos promedio de Ciudad de Belice | Parámetros climáticos promedio de Ciudad de Belice | Parámetros climáticos promedio de Ciudad de Belice | Parámetros climáticos promedio de Ciudad de Belice | Parámetros climáticos promedio de Ciudad de Belice | Parámetros climáticos promedio de Ciudad de Belice | Parámetros climáticos promedio de Ciudad de Belice | Parámetros climáticos promedio de Ciudad de Belice | Parámetros climáticos promedio de Ciudad de Belice |
| Mes                                                            | Ene.                                               | Feb.                                               | Mar.                                               | Abr.                                               | May.                                               | Jun.                                               | Jul.                                               | Ago.                                               | Sep.                                               | Oct.                                               | Nov.                                               | Dic.                                               | Anual                                              |
| -------------------------------------------------------------- | -------------------------------------------------- | -------------------------------------------------- | -------------------------------------------------- | -------------------------------------------------- | -------------------------------------------------- | -------------------------------------------------- | -------------------------------------------------- | -------------------------------------------------- | -------------------------------------------------- | -------------------------------------------------- | -------------------------------------------------- | -------------------------------------------------- | -------------------------------------------------- |
| Temp. máx. media (°C)                                          | 27.6                                               | 28.3                                               | 29.5                                               | 30.7                                               | 31.8                                               | 31.3                                               | 31.1                                               | 31.3                                               | 31.0                                               | 30.2                                               | 29.1                                               | 28.0                                               | 30.0                                               |
| Temp. mín. media (°C)                                          | 19.5                                               | 20.1                                               | 21.8                                               | 23.1                                               | 24.2                                               | 24.7                                               | 24.3                                               | 24.2                                               | 23.9                                               | 22.7                                               | 21.3                                               | 20.4                                               | 22.5                                               |
| Precipitación total (mm)                                       | 137.9                                              | 72.6                                               | 59.2                                               | 51.7                                               | 104.6                                              | 257.6                                              | 243.5                                              | 186.9                                              | 286.5                                              | 254.6                                              | 182.8                                              | 175.6                                              | 2013.5                                             |
| Días de precipitaciones (≥ 0.1 mm)                             | 11.8                                               | 7.4                                                | 4.9                                                | 3.9                                                | 6.1                                                | 14.1                                               | 16.3                                               | 15.9                                               | 15.9                                               | 15.4                                               | 12.6                                               | 11.9                                               | 136.2                                              |
| Horas de sol                                                   | 199                                                | 203                                                | 239                                                | 256                                                | 257                                                | 197                                                | 226                                                | 237                                                | 178                                                | 196                                                | 180                                                | 190                                                | 2558                                               |
| Fuente n.º 1: World Meteorological Organization                |                                                    |                                                    |                                                    |                                                    |                                                    |                                                    |                                                    |                                                    |                                                    |                                                    |                                                    |                                                    |                                                    |
| Fuente n.º 2: Deutscher Wetterdienst (horal de sol, 1961–1990) |                                                    |                                                    |                                                    |                                                    |                                                    |                                                    |                                                    |                                                    |                                                    |                                                    |                                                    |                                                    |                                                    |

## Demografía
Es la ciudad con mayor población del país. Según el censo de 2010, la ciudad tenía una población de 57 169 habitantes, representado el 60% de la población del distrito y el 17.7% del país y tenía 16 162 hogares y un tamaño promedio del hogar de 3.5.

## Ciudades hermanadas
- Mérida, México.
- Chetumal, México.